# Salvador Jorge Blanco

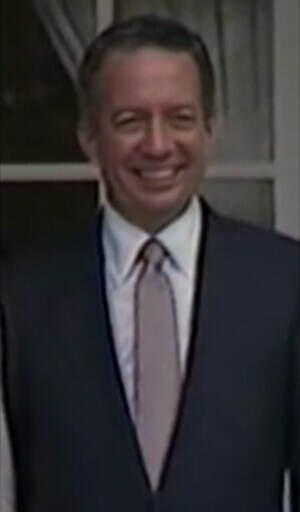
Salvador Jorge Blanco (1982)

José Salvador Omar Jorge Blanco (* 5. Juli 1926 in Santiago de los Caballeros; † 26. Dezember 2010 in Santo Domingo) war ein dominikanischer Politiker des Partido Revolucionario Dominicano (PRD). Er war von 1982 bis 1986 Staatspräsident der Dominikanischen Republik.

## Biografie

### Studium und Aufstieg zum Senator
Nach dem Schulbesuch an der Academia de Santa Ana und der Escuala Norma Ulises Francisco Espaillat in seiner Geburtsstadt absolvierte er ein Studium der Rechtswissenschaften an der Universidad Autónoma de Santo Domingo, das er im August 1950 mit einer Dissertation zum Thema La unidad de Jurisdicción analizada en el ejercicio de la acción pública y la acción civil abschloss. Nach einem Postgraduiertenstudium an der Universität Complutense Madrid, das er 1951 mit einer Dissertation zum Thema El Asilo político beendete, war er als Rechtsanwalt tätig.
Seine politische Laufbahn begann er 1963 als Sekretär des Komitees der Unión Cívica von Santiago de los Caballeros, doch wurde er bereits im darauf folgenden Jahr Mitglied des Partido Revolucionario Dominicano (PRD). In der Übergangsregierung von Oberst Francisco Alberto Caamaño war er von April bis September 1965 Generalstaatsanwalt und Mitglied der Verhandlungsdelegation über die Behandlung der Opfer der Dominikanischen Revolution. Zugleich war er während dieser Zeit maßgeblich an der Neugestaltung des Verfassungsrechts beteiligt.
Jorge Blanco war zwischen 1966 und 1973 Mitglied des Nationalen Exekutivkomitees und der Politischen Kommission und dann von 1977 bis 1979 Präsident des PRD. Dazwischen war er von 1973 bis 1975 Vorsitzender der Rechtsanwaltsvereinigung und dann 1975 bis 1976 Mitglied der Kommission zur Ausarbeitung eines Handelsgesetzbuchs (Código de Comercio). 1978 folgte seine Wahl zum Mitglied des Senats (Senado), wo er zugleich Sprecher des Distrito Nacional war.

### Präsident 1982 bis 1986 und späteres Leben
Nach dem Selbstmord von Präsident Antonio Guzmán Fernández am 4. Juli 1982 und der einmonatigen Übergangspräsidentschaft des bisherigen Vizepräsidenten Jacobo Majluta wurde er nach seiner erfolgreichen Wahl am 16. Mai 1982 am 16. August 1982 als Präsident der Dominikanischen Republik vereidigt. Trotz der gleichen Parteizugehörigkeit von Guzmán Fernández und Jorge Blanco verband die beiden ein bitterer Streit, die letztlich dazu führte, dass Jorge Blanco den PRD im Senat zur Opposition gegen die Regierung von Guzmán aufrief. Dabei kursierten zunehmend Gerüchte über Korruption und Vetternwirtschaft innerhalb der Regierung Guzmán und insbesondere dessen Familie. Mit dem Amtsantritt Jorge Blancos wurden daher auch Hoffnungen hinsichtlich eines klaren Bruchs mit dem Patrimonialismus des bisherigen Präsidenten und des Machteinflusses der Armee verbunden, zumal der PRD unter Jorge Blanco mit 17 von 27 Sitzen im Senat und 62 von 120 Sitzen im Abgeordnetenhaus (Cámara de Diputados) über absolute Mehrheiten im Parlament verfügte.
Allerdings wurden bald auch seine Machtbeschränkungen deutlich, wie zum Beispiel im April 1984, als starke Preisanstiege als Teil eines wirtschaftlichen Stabilisierungsprogramms aufgrund der Vorgaben des Internationalen Währungsfonds (IMF) zu Massenunruhen mit zahlreichen Todesfällen führten. Dieses trübte die Bemühungen der Regierung hinsichtlich der Bürgerrechte und Menschenrechte, mit denen der PRD eigentlich starke Unterschiede zur früheren Präsidentschaft von Joaquín Balaguer aufzeigen wollte. Schließlich endete die Nominierung des Präsidentschaftskandidaten im November 1985, mit der der PRD die parteiinternen demokratischen Prozeduren fortsetzen wollte, mit einem Schusswechsel im Tagungsort, dem Concorde Hotel von Santiago. Jorge Blanco regierte die Dominikanische Republik in einer Zeit dramatischer wirtschaftlicher Schwierigkeiten, die überwiegend vom IMF aufgebürdet wurde. 1985 gab es zum ersten Mal seit dem Bürgerkrieg von 1965 eine negative Wachstumsrate.
Am 16. August 1986 folgte ihm Balaguer im Amt des Präsidenten. Am Ende seiner Amtszeit wurde er zwar von vielen als einer der vielversprechendsten Politiker der Dominikanischen Republik gesehen, allerdings musste er am 30. April 1987 nach langen Vernehmungen und einem Haftbefehl wegen Korruptionsverdachts aufgrund illegalen Erwerbs von militärischem Ausrüstungsmaterial in die Botschaft von Venezuela fliehen, wo er politisches Asyl beantragte. Ein Herzanfall führte jedoch zu seiner Unterbringung in einer Klinik in Santo Domingo, nachdem die venezolanische Regierung seinen Asylantrag abgelehnt hatte. Anschließend wurde ihm unter der Voraussetzung der Vollstreckbarkeit des Haftbefehls die medizinische Behandlung in den USA gestattet. Im November 1988 ließ Präsident Balaguer die weitere Strafverfolgung wegen Korruption verkünden, worauf gegen Jorge Blanco in Abwesenheit Anklage erhoben wurde, die zu einer Geldstrafe von 103,2 Millionen Pesos (umgerechnet 16 Millionen US-$) und einer Haftstrafe von 20 Jahren führte. Die Anklage in diesem monatelang im Fernsehen publizierten Gerichtsverfahren wurde dabei vom späteren obersten Drogenfahnder Marino Vinicio Castillo vertreten.
Im Mai 2001 kam es zu einer Revision des Verfahrens vor dem Obersten Gericht, die zur Feststellung führte, dass das Verfahren durch massive Einmischungen von Balaguer gesteuert worden war. Das Urteil wurde aus diesem Grunde aufgehoben. Jorge Blanco, der die Anschuldigungen stets zurückwies, sah sich als Opfer einer politischen Verfolgung durch seinen Gegner Joaquín Balaguer.
Jorge Blanco war zuletzt als Rechtsanwalt tätig und Mitglied der Kanzlei Jorge Mera & Villegas in Santo Domingo. Als Partner der Kanzlei beschäftigte er sich überwiegend mit Bankrecht, Verfassungsrecht, Strafrecht, Zivilrecht, Gesellschaftsrecht, Privatisierung und Prozessrecht.

### Tod
Jorge Blanco befand sich seit einem Sturz am 20. November 2010 für 36 Tage im Koma. Bereits Ende November 2010 wurde für wenige Stunden vom Ableben des Präsidenten in den Medien berichtet. Er starb allerdings erst am Morgen des 26. Dezember 2010.

## Veröffentlichungen
- 1969: Formularies for Attachment Ways
- 1981: Conferences
- 1985: Justice and Press
- 1985: Political Asylum
- 1986: The Jurisdictional Unit Analyzed in the Exercise of the Public Action and Civil Action
- 1986: International Relationships
- 1986: Subjects for the Press
- 1986: National Battles
- 1986: Duarte, Espaillat, Hostos and Capotillo
- 1986: Archipelago of Interests
- 1986: For Democracy
- 1986: Goals and Achievements
- 1986: Presidential Addressing, I, II, III y IV
- 1995: Introduction to Law
- 2002: Human Rights and Public Liberty
- 2003: War, Revolution and Peace
- 2003: Formularies for Attachment Ways